# Lacam-d'Ourcet
Lacam-d'Ourcet is een plaats en voormalige gemeente in het Franse departement Lot (in de regio Occitanie en telt 116 inwoners (1999). De plaats maakt deel uit van het arrondissement Figeac.

## Geschiedenis
Lacam-d'Ourcet is op 1 januari 2016 gefuseerd met de gemeenten Calviac, Comiac, Lamativie en Sousceyrac tot de gemeente Sousceyrac-en-Quercy.

## Geografie
De oppervlakte van Lacam-d'Ourcet bedraagt 14,4 km², de bevolkingsdichtheid is 8,1 inwoners per km².
De onderstaande kaart toont de ligging van Lacam-d'Ourcet met de belangrijkste infrastructuur en aangrenzende gemeenten.

## Demografie
Onderstaande figuur toont het verloop van het inwonertal.